# バヘ・ティルビァン
バヘ・ティルビァン（アルメニア語: Վահէ Թիլպեան、ラテン翻記:Vahe Tilbian、1980年2月17日 - ）は、アルメニアとエチオピアの歌手である。